# Насмерть
«Насмерть» (англ. Dead-Bang) — кинофильм. Встречается перевод названия фильма — «Смертельный выстрел»

## Сюжет
В рождественскую неделю был застрелен полицейский. Расследовать это убийство поручают детективу Джерри Беку, для которого работа — всё, что осталось в жизни. Он пьет, редко меняет рубашку и от личной жизни остались лишь вспышки воспоминаний. На службе он выплескивает не только хронический стресс, но и рвоту на задержанного после долгой погони правонарушителя. Его одержимость результатом расследования особенно заметна на фоне ленивого инспектора Уэбли и правильного, но недалекого в своем формализме агента ФБР Кресслера. Не все коллеги Джерри это ценят, что приводит героя фильма в кабинет психолога полицейского управления, где надо доказывать свою вменяемость самым неожиданным способом. Расследование выводит детектива на группу военизированных экстремистов-расистов, по которым уже работает ФБР. Ситуация осложняется тем, что появившаяся в его жизни девушка оказывается женой убитого копа, явно желающая, чтобы он отомстил убийце её мужа. Банда убийц пользуется покровительством могущественной и радикальной религиозной организации, в которой есть не только церкви и прихожане, но и бункеры, и полигоны для тренировки боевиков. Эти препятствия заставляют Бека демонстрировать все свои способности и мобилизовать все силы. Времени пить и жалеть себя просто не остается. Апофеозом преследования становится схватка в подземном убежище, когда Бек, смертельно ранив главаря банды понимает, что все это время гнался не за тем человеком…

## В ролях
- Дон Джонсон — детектив Джерри Бек
- Пенелелопа Энн Миллер — Линда Кимбле
- Майкл Джетер — Господин Кранц
- Уильям Форсайт — Артур Кресслер
- Боб Балабан — Эллиот Уэбли
- Тейт Донован — Джон Бёрнс